# Nanubae jezik
Nanubae jezik (kapagmai, aunda; ISO 639-3: afk), jezik porodice arafundi, priznat 14. siječnja 2008., kao poseban jezik. Njime govori oko 1 270 ljudi (2005) na području provincije East Sepik u selima Imanmeri, Wambrumas i Yamandim, Papua Nova Gvineja.
Bilingualnost u tok pisinu.